# افق (باستان‌شناسی)

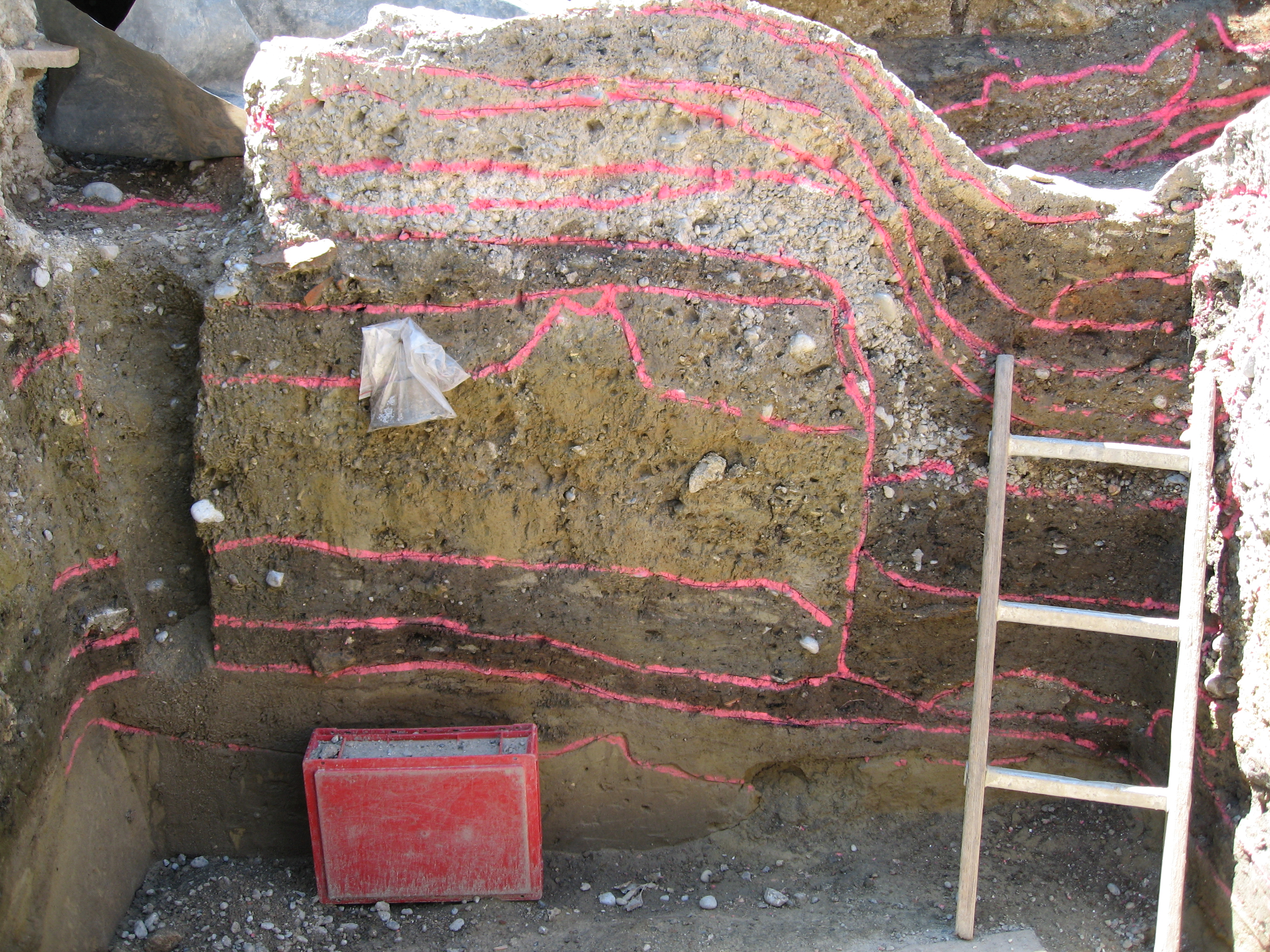
حفاری لایه ای در آگسبورگ یک نمونه از افق (باستان شناسی)

در باستان‌شناسی، افق (انگلیسی: Horizon) دورهٔ زمانی نسبتاً کوتاهی است که در طی آن مجموعه‌ای شاخص از دست‌ساخته‌ها یا سبک‌های هنری یا مشخصه‌های فرهنگی دیگر در گسترهٔ جغرافیایی پهناوری به کار رفته‌است. این عبارت از مفهوم مشابهی در زمین‌شناسی گرفته شده‌است.